# Cronache del ghiaccio e del fuoco
Le Cronache del ghiaccio e del fuoco (in lingua originale A Song of Ice and Fire) sono una serie di romanzi fantasy scritti dall'autore statunitense George R. R. Martin. Martin incominciò a scrivere la saga nel 1991, e il primo libro venne pubblicato negli Stati Uniti nel 1996. Concepita inizialmente come una trilogia, la serie ha acquistato spessore durante il corso degli anni, al punto che, secondo lo stesso Martin, per poter portare a conclusione la storia saranno necessari almeno sette volumi. Al 2025 sono stati pubblicati cinque capitoli, con il sesto The Winds of Winter in corso d'opera.
La storia si svolge in un mondo immaginario composto da due continenti principali, Westeros a occidente ed Essos a oriente, dove la civilizzazione è di tipo feudale e la magia e le creature leggendarie (come i draghi) sono esistite ma si reputa siano scomparse. In questo mondo si intersecano tre linee narrative principali: le lotte intestine tra casate nobiliari per l'ottenimento del trono di Westeros, il risveglio nel nord del reame di una razza di creature appartenenti alle leggende, e le peripezie dell'ultima erede della dinastia regnante di Westeros in esilio nel continente orientale per riottenere il trono.
Ogni capitolo è presentato attraverso il punto di vista di uno dei personaggi principali. Essi sono spesso ambigui sul piano morale e gli intrighi politici e i ribaltamenti di fronte sono frequenti. I temi trattati sono rivolti a un pubblico più adulto rispetto al fantasy tradizionale, con la violenza e la sessualità che rivestono un ruolo importante.
Pubblicata inizialmente senza troppo successo, la saga ha in seguito ottenuto una crescente popolarità, vendendo al settembre 2013 più di 24 milioni di copie nel solo Nord America e venendo tradotta in più di 20 lingue, grazie anche alla ribalta della trasposizione televisiva nella serie Il Trono di Spade (Game of Thrones). Il quarto e il quinto volume hanno entrambi raggiunto la vetta della classifica dei best seller del New York Times, mentre i restanti hanno comunque ricoperto le prime posizioni. Tra le molte opere derivate, oltre all'adattamento televisivo, vi sono alcuni racconti spin-off, fumetti, giochi e videogiochi.

## Ambientazione
Le Cronache del ghiaccio e del fuoco sono ambientate in un mondo fittizio che ricorda l'Europa medievale, ma nel quale le stagioni possono durare per anni. Gran parte delle vicende si svolgono nei Sette Regni del continente occidentale di Westeros, entità feudali governate dalle nobili case Baratheon, Stark, Lannister, Arryn, Tully, Tyrell e Martell. La casata minore dei Greyjoy domina invece le Isole di Ferro. Anni prima degli eventi raccontati nel primo libro, i Sette Regni furono riuniti sotto la dinastia Targaryen; una rivolta scoppiata in seguito tra i signori feudali, portò all'uccisione dell'ultimo re e alla conquista del trono di spade da parte del capo dei ribelli, Robert Baratheon.
A nord del continente occidentale si erge la Barriera, un imponente muro di ghiaccio che protegge i Sette Regni dai pericoli provenienti dal profondo nord, gelido e perlopiù inesplorato, in cui vivono popoli barbari, comunemente detti Bruti, e creature leggendarie. A est del continente occidentale, oltre il Mare Stretto, v'è un continente chiamato Essos, dove vivono popolazioni nomadi e fioriscono le città libere. Qui sono stati esiliati da anni gli ultimi membri della casa Targaryen, un tempo al comando dei Sette Regni.

## Trama
Nel continente occidentale di Westeros, in seguito alla misteriosa morte del Primo Cavaliere Jon Arryn, re Robert Baratheon, che aveva conquistato il trono durante la battaglia del Tridente e lo aveva consolidato attraverso il matrimonio con Cersei Lannister, nomina il signore di Grande Inverno, Eddard Stark, suo nuovo Primo Cavaliere. Alla morte di Robert, intrighi di corte, tradimenti e desiderio di potere porteranno i Sette Regni dell'Occidente alla guerra per la conquista del trono di spade.
Intanto nel nord di Westeros, presso la Barriera, i pochi e male assortiti Guardiani della notte, tra cui Jon Snow, figlio bastardo di Eddard Stark, devono fronteggiare l'imminente arrivo dell'inverno e proteggere il reame dalla minaccia dei Bruti e dalle creature note come Estranei, risvegliatesi dopo secoli di assenza. Nel continente orientale di Essos, invece, il crudele Viserys Targaryen cede la sorella Daenerys in sposa al potente guerriero nomade dothraki Khal Drogo per ottenere un esercito col quale riconquistare il trono che è appartenuto alla sua famiglia per quasi 300 anni.

## Personaggi
Considerando i personaggi come il nucleo centrale della storia, Martin pensò fin dall'inizio di dare alle Cronache un vasto cast di personaggi e una varietà di ambientazioni, riservando grande attenzione nel definire i loro tratti psicologici e sforzandosi di renderli complessi sul piano morale. L'ispirazione gli viene dalla storia (anche se le figure storiche reali non vengono ricalcate direttamente) e dalla sua esperienza personale, attingendo da modi di fare di amici e conoscenti, o da personaggi pubblici.
Martin ignorò deliberatamente la convenzione di non dare a due personaggi diversi nomi che iniziano con la stessa lettera. I nomi scelti riflettono invece l'antico sistema in uso in varie famiglie europee, dove nomi particolari erano associati a specifiche dinastie e gli stessi nomi ricorrevano all'interno delle stesse famiglie da una generazione all'altra. Sono frequenti dunque i bambini chiamati "Robert", in ossequio a Re Robert della Casa Baratheon; ogni due generazioni della Casa Stark è presente un "Brandon", in onore di Brandon il Costruttore; e la sillaba "ty" è comune nei nomi di battesimo degli esponenti della Casa Lannister. I nomi delle famiglie vennero scelti in base al gruppo etnico di appartenenza: i Primi Uomini nel nord hanno nomi semplici e descrittivi come "Stark" e "Strong", mentre i discendenti degli Andali nel sud hanno nomi più elaborati come "Lannister" o "Arryn"; i Targaryen e gli abitanti del continente di Essos hanno invece nomi più esotici.
Martin è molto attaccato ai suoi personaggi, che paragona quasi a dei figli, ma allo stesso tempo non esita a mutilare o uccidere alcuni dei suoi personaggi principali, in modo che i lettori non possano contare sul fatto che i buoni riescano a prevalere o che escano indenni dalle loro varie peripezie. I personaggi principali e secondari sono molto numerosi, con alcuni che fanno poco più di una comparsa prima di morire o scomparire per lunghi tratti della storia. Dalle numerose discussioni con i suoi fan e dalle lettere che riceve, Martin ha avuto la sensazione che i personaggi più popolari presso il pubblico siano Tyrion Lannister, Arya Stark, Jon Snow e, in misura minore, Daenerys Targaryen. Egli stesso nutre un affetto particolare per Tyrion, che considera il personaggio più "grigio" moralmente e del quale è più divertente scrivere a causa della sua scaltrezza e ironia. Di contro, Bran Stark è il personaggio con il quale ha più difficoltà, poiché è il più giovane dei personaggi POV (narratori interni) e il più implicato con il soprannaturale.

## Storia editoriale

### Primi tre volumi
(George R. R. Martin nel 2014)

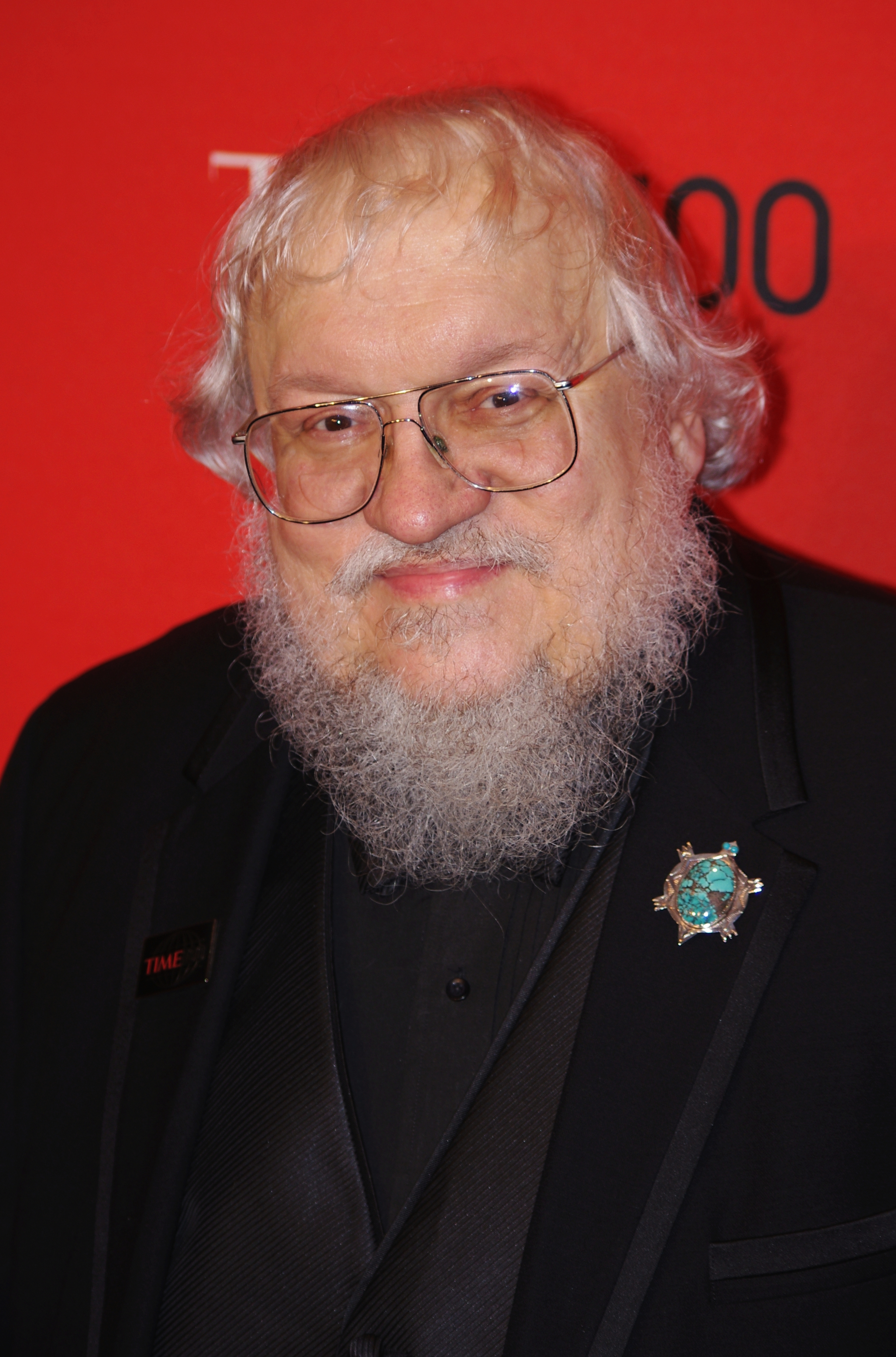
L'autore della saga George R. R. Martin nel 2011

Dopo aver scritto diversi romanzi e numerosi racconti brevi, verso la metà degli anni ottanta George R. R. Martin si cimentò nella scrittura di sceneggiature per serie televisive. Qualche anno più tardi, tuttavia, infastidito dalle limitazioni imposte dal budget e dalla durata degli episodi, che lo costringevano sovente a tagliare sulla caratterizzazione dei personaggi e accorciare le scene di battaglia, Martin ritornò alla letteratura, per non dover scendere a compromessi e limitare la sua fantasia. Grande ammiratore in anni giovanili dell'opera di J. R. R. Tolkien, desiderava scrivere un fantasy epico, senza però avere idee specifiche al riguardo. Nell'estate del 1991 iniziò a scrivere un romanzo di fantascienza intitolato Avalon, ma dopo pochi capitoli venne colto da una visione improvvisa: un ragazzo che assiste alla decapitazione di un uomo e trova poi dei cuccioli di meta-lupo nella neve. Lasciando da parte Avalon, Martin scrisse in pochi giorni quello che in seguito divenne il primo capitolo de Il gioco del trono (A Game of Thrones) e maturò la convinzione che potesse far parte di un racconto più ampio. Dopo aver scritto qualche capitolo supplementare, incominciò a inquadrare meglio la storia e a tracciare mappe e genealogie. Tuttavia fu costretto a interrompere per due anni la scrittura del suo romanzo per dedicarsi al progetto della serie televisiva Doorways, ordinato dalla ABC ma mai andato in onda.
Martin riprese la scrittura de Il gioco del trono (A Game of Thrones) e, nel 1994, consegnò al suo agente le prime cento pagine del romanzo come parte di una trilogia i cui capitoli successivi sarebbero stati A Dance with Dragons e The Winds of Winter. Ben presto, tuttavia, si rese conto che una trilogia sarebbe stata insufficiente per narrare nella sua interezza la storia che aveva in mente e sentì che sarebbero stati necessari prima quattro e infine sei volumi, che si immaginava come due trilogie collegate a formare un'unica storia. Attirato dai titoli ambigui, scelse di intitolare la sua saga A Song of Ice and Fire ("Una canzone di ghiaccio e di fuoco"), adducendo come possibili significati per "ghiaccio" gli Estranei, le creature venute dal freddo, e per "fuoco" i draghi; la parola song era inoltre già apparsa nei titoli di alcune sue antologie di racconti, come Canzone per Lya (A Song for Lya) e Canzoni d'ombre e di stelle (Songs of Stars and Shadows), e derivava dalla sua ossessione per le canzoni. Martin citò inoltre il poema di Robert Frost Fire and Ice come una possibile influenza per il titolo della serie. Il manoscritto finito e revisionato de Il gioco del trono (A Game of Thrones) raggiunse la lunghezza di 1088 pagine e venne pubblicato nell'agosto 1996 dalla Bantam Books. Robert Jordan, autore de La Ruota del Tempo, scrisse un messaggio promozionale per la copertina del volume, per aiutare ad assicurare successo all'opera. Il racconto Blood of the Dragon, che raggruppa i capitoli incentrati su Daenerys, venne pubblicato in anticipo sul romanzo, come operazione pubblicitaria, e ottenne il premio Hugo per il miglior romanzo breve nel 1997.
Il manoscritto di Lo scontro dei re (A Clash of Kings), il secondo volume della serie, contava 1184 pagine, di cui 300 erano già state scritte per Il gioco del trono (A Game of Thrones) ma non inserite, dato che Martin aveva deciso di risuddividere la saga. Il libro venne pubblicato nel febbraio 1999 negli Stati Uniti e fu il primo libro delle Cronache a entrare nella New York Times Best Seller list, il 21 febbraio, posizionandosi al 13º posto. Visto il contemporaneo successo della trilogia di film de Il Signore degli Anelli, Martin ricevette delle prime offerte per i diritti delle Cronache del ghiaccio e del fuoco da parte di vari produttori e registi. Continuando senza sosta la scrittura della serie, Martin consegnò il manoscritto del terzo volume, Tempesta di spade (A Storm of Swords), l'anno successivo, con tre mesi di ritardo. L'ultimo capitolo scritto fu quello delle "nozze rosse", una scena centrale e particolarmente violenta che si posiziona ai due terzi del romanzo. Il romanzo venne pubblicato negli Stati Uniti dalla Bantam nel novembre 2000 in un unico volume, ma la taglia dell'opera, con le sue 1521 pagine di manoscritto, creò delle difficoltà a molti editori esteri, che decisero di dividerla in due, tre o addirittura quattro volumi. Tempesta di spade (A Storm of Swords) fece il suo ingresso nella New York Times Best Seller list il 19 novembre al 12º posto.

### Volumi quattro e cinque
Dopo Il gioco del trono (A Game of Thrones), Lo scontro dei re (A Clash of Kings) e Tempesta di spade (A Storm of Swords), Martin aveva in mente di concludere la saga in altri tre romanzi. Il quarto volume, intitolato provvisoriamente A Dance with Dragons, avrebbe raccontato del ritorno di Daenerys a Westeros e dei conseguenti conflitti e sarebbe stato ambientato cinque anni dopo gli eventi de Tempesta di spade (A Storm of Swords), per mostrare i personaggi più giovani e i draghi cresciuti. Un lungo prologo avrebbe illustrato quello che era successo nel frattempo e sarebbero stati introdotti tre nuovi punti di vista per narrare eventi incompatibili con i personaggi POV esistenti. Convenendo con il suo editore che il nuovo romanzo avrebbe dovuto essere più breve di Tempesta di spade (A Storm of Swords), Martin si predispose per renderlo più simile in lunghezza a Lo scontro dei re (A Clash of Kings). Nel 2001 era ottimista sul fatto che il volume avrebbe visto le stampe nell'ultimo trimestre del 2002. Tuttavia il salto di cinque anni non sembrava funzionare per tutti i personaggi: da un lato Martin non era soddisfatto nel raccontare gli eventi incorsi nel frattempo solo attraverso flashback, dall'altro sarebbe apparso improbabile che non fosse accaduto nulla per tutto questo lasso di tempo. Dopo aver lavorato alla sua idea iniziale per un anno, Martin si rese conto che era necessario scrivere un libro supplementare, portando quindi il computo totale della serie a sette. Decise quindi di abbandonare l'idea del salto temporale e di collocare il nuovo quarto volume, Il banchetto dei corvi (A Feast for Crows), subito dopo gli eventi di Tempesta di spade (A Storm of Swords). Le 250 pagine di prologo già scritte vennero riassemblate come capitoli di nuovi personaggi POV di Dorne e delle Isole di Ferro, mentre l'espansione della storia portò alla creazione di nuove linee narrative e rese più complesso l'intreccio.
Il manoscritto de Il banchetto dei corvi (A Feast for Crows) finì per superare in lunghezza quello di Tempesta di spade (A Storm of Swords), nonostante Martin non avesse ancora iniziato a scrivere le storie di tutti i personaggi. Egli era tuttavia riluttante a effettuare i tagli necessari a portare il libro a una lunghezza accettabile per la pubblicazione, perché ciò avrebbe compromesso la storia che aveva in mente; e non approvò neanche la proposta del suo editore di dividere il romanzo cronologicamente in due volumi: Il banchetto dei corvi (A Feast for Crows) parte uno e parte due. Dal momento che i personaggi principali della saga erano a quel punto sparsi per il mondo, un amico gli suggerì di dividere geograficamente la storia in due volumi e Martin adottò questo approccio, che gli dava modo di completare gli archi narrativi dei singoli personaggi così come li aveva pensati in origine: spostò quindi al quinto volume, A Dance with Dragons, le storie ambientate nel nord di Westeros e nel continente orientale, appena abbozzate, e dedicò Il banchetto dei corvi (A Feast for Crows) al racconto degli eventi dei Sette Regni. Entrambi i romanzi iniziano immediatamente dopo la fine di Tempesta di spade (A Storm of Swords) e si svolgono in parallelo, mentre le sovrapposizioni sono minime, limitate dal fatto che i personaggi implicati sono diversi.
Pubblicato negli Stati Uniti nel novembre 2005, Il banchetto dei corvi (A Feast for Crows) debuttò immediatamente al primo posto nella New York Times Best Seller list, ma, nonostante il successo commerciale, numerosi fan e critici furono delusi dalla divisione della storia che lasciava in sospeso il destino di alcuni dei personaggi più popolari della saga. Martin tranquillizzò i suoi lettori annunciando che A Dance with Dragons era per metà completato e nella postfazione de Il banchetto dei corvi (A Feast for Crows) menzionò che il volume sarebbe uscito l'anno seguente, ma negli anni successivi la data di pubblicazione venne ripetutamente rimandata. I motivi di questo ritardo furono attribuiti principalmente alle difficoltà dell'autore nel far convergere le trame dei singoli personaggi e nell'aver speso troppo tempo a riscrivere e perfezionare la storia, mentre vennero smentite le voci di alcuni critici, secondo i quali il differimento era dovuto a un calo di interesse di Martin nei confronti della sua opera o a una speculazione commerciale. Nel frattempo, nel 2007, la HBO acquistò i diritti per adattare la saga in una serie televisiva e trasmise la prima stagione di dieci episodi nell'aprile 2011. Il manoscritto di A Dance with Dragons, lungo circa 1600 pagine, venne finalmente concluso agli inizi del 2011, dopo sei anni di lavoro, e pubblicato nel giugno dello stesso anno, debuttando al primo posto della New York Times Best Seller list. La storia si spingeva più in là di quella de Il banchetto dei corvi (A Feast for Crows), ma in misura minore di quanto Martin aveva inizialmente pianificato, costringendolo a omettere almeno una grande battaglia e a lasciare in sospeso molte linee narrative con dei cliffhanger.

### Volumi sei e sette
Il sesto volume della serie sarà intitolato The Winds of Winter e comprenderà, tra l'altro, quattro capitoli scritti in origine per A Dance with Dragons a cui si aggiungono un centinaio di pagine già scritte al momento della pubblicazione del romanzo precedente. The Winds of Winter risolverà rapidamente i cliffhanger con cui erano rimaste in sospeso le storie di vari personaggi e «aprirà con le due grandi battaglie verso cui [il quinto libro] stava procedendo». A ottobre 2012 Martin affermava di aver già prodotto circa quattrocento pagine di romanzo sperando di concluderne la scrittura in tempi decisamente più rapidi di A Dance with Dragons. All'epoca indicò tre anni come una stima realistica per finire il libro, astenendosi comunque dal fare previsioni precise visto che quelle dei volumi precedenti si sono rivelate troppo ottimistiche. In effetti a distanza di oltre dieci anni il libro era ancora incompiuto e nel 2024 Martin ha ammesso di non essere sicuro di riuscire a terminare la stesura degli ultimi libri.
Il titolo annunciato per il settimo volume è A Dream of Spring. Martin contava di concludere la sua saga con questo romanzo ma lascia la porta aperta a un eventuale ottavo volume se si dovesse rendere necessario, possibilità paventata nel 2014 anche dalla sua editrice Anne Groell. Ha già delineato a grandi linee il finale della serie e il destino dei personaggi principali, accennando che la conclusione sarà dolce amara piuttosto che lieta. In risposta alle insinuazioni sull'eventualità della sua morte prima della conclusione della saga, Martin ha annunciato che non permetterà a un altro autore di finire la storia al suo posto, ma ha rivelato ai produttori della serie televisiva la conclusione che ha in mente per la storia in caso di suo decesso.
Considerando le Cronache del ghiaccio e del fuoco come il suo opus magnum, Martin ha dichiarato che se in futuro dovesse ritornare a scrivere nell'universo narrativo della saga sarebbe solo nell'ambito di singoli racconti e romanzi spin-off, piuttosto che una continuazione diretta della serie.

## Pubblicazione
| Edizione originale | Edizione originale   | Edizione originale | Edizione originale | Edizione originale | Edizioni italiane | Edizioni italiane                      | Edizioni italiane                                | Edizioni italiane                     |
| #                  | Titolo               | Pag.               | Cap.               | Data di uscita     | #                 | Prima edizione                         | Edizione Urania                                  | Nuova edizione                        |
| ------------------ | -------------------- | ------------------ | ------------------ | ------------------ | ----------------- | -------------------------------------- | ------------------------------------------------ | ------------------------------------- |
| 1                  | A Game of Thrones    | 694                | 73                 | 1º agosto 1996     | 1                 | Il trono di spade, settembre 1999      | Il gioco del trono, luglio 2007                  | Un gioco di troni, aprile 2019        |
| 1                  | A Game of Thrones    | 694                | 73                 | 1º agosto 1996     | 2                 | Il grande inverno, aprile 2000         | Il gioco del trono, luglio 2007                  | Un gioco di troni, aprile 2019        |
| 2                  | A Clash of Kings     | 768                | 70                 | 2 febbraio 1999    | 3                 | Il regno dei lupi, giugno 2001         | Lo scontro dei re, luglio 2008                   | Uno scontro di re, aprile 2019        |
| 2                  | A Clash of Kings     | 768                | 70                 | 2 febbraio 1999    | 4                 | La regina dei draghi, ottobre 2001     | Lo scontro dei re, luglio 2008                   | Uno scontro di re, aprile 2019        |
| 3                  | A Storm of Swords    | 973                | 82                 | 31 ottobre 2000    | 5                 | Tempesta di spade, maggio 2002         | Tempesta di spade - Parte prima, luglio 2009     | Una tempesta di spade, aprile 2019    |
| 3                  | A Storm of Swords    | 973                | 82                 | 31 ottobre 2000    | 6                 | I fiumi della guerra, ottobre 2002     | Tempesta di spade - Parte prima, luglio 2009     | Una tempesta di spade, aprile 2019    |
| 3                  | A Storm of Swords    | 973                | 82                 | 31 ottobre 2000    | 6                 | I fiumi della guerra, ottobre 2002     | Tempesta di spade - Parte seconda, novembre 2009 | Una tempesta di spade, aprile 2019    |
| 3                  | A Storm of Swords    | 973                | 82                 | 31 ottobre 2000    | 7                 | Il portale delle tenebre, maggio 2003  |                                                  | Una tempesta di spade, aprile 2019    |
| 4                  | A Feast for Crows    | 753                | 46                 | 8 novembre 2005    | 8                 | Il dominio della regina, novembre 2006 | Il banchetto dei corvi, luglio 2010              | Un banchetto per i corvi, aprile 2019 |
| 4                  | A Feast for Crows    | 753                | 46                 | 8 novembre 2005    | 9                 | L'ombra della profezia, ottobre 2007   | Il banchetto dei corvi, luglio 2010              | Un banchetto per i corvi, aprile 2019 |
| 5                  | A Dance with Dragons | 1056               | 73                 | 12 luglio 2011     | 10                | I guerrieri del ghiaccio, ottobre 2011 | -                                                | Una danza con i draghi, aprile 2019   |
| 5                  | A Dance with Dragons | 1056               | 73                 | 12 luglio 2011     | 11                | I fuochi di Valyria, aprile 2012       | -                                                | Una danza con i draghi, aprile 2019   |
| 5                  | A Dance with Dragons | 1056               | 73                 | 12 luglio 2011     | 12                | La danza dei draghi, ottobre 2012      | -                                                | Una danza con i draghi, aprile 2019   |
| 6                  | The Winds of Winter  | -                  | -                  | -                  | -                 | -                                      | -                                                |                                       |
| 7                  | A Dream of Spring    | -                  | -                  | -                  | -                 | -                                      | -                                                |                                       |

### Edizioni italiane e traduzione
L'edizione in lingua italiana dell'opera è stata curata dalla Mondadori. La casa editrice ha deciso nelle prime edizioni di spezzare i volumi originali, suddividendo ogni romanzo in due o tre tomi e introducendo dei titoli non legati ai titoli originali per la maggior parte di essi, di conseguenza la corrispondenza con il materiale originale non risulta sempre immediatamente evidente. Il gioco del trono (A Game of Thrones, lett. "Un gioco di troni") è stato pubblicato in due parti intitolate rispettivamente Il trono di spade e Il grande inverno. Lo scontro dei re (A Clash of Kings, lett. "Uno scontro tra re") è stato suddiviso in Il regno dei lupi e La regina dei draghi. Tempesta di spade (A Storm of Swords, lett. "Una tempesta di spade") è stato suddiviso in tre parti, Tempesta di spade, I fiumi della guerra e Il portale delle tenebre. Il banchetto dei corvi (A Feast for Crows, lett. "Un banchetto per corvi") è stato pubblicato come Il dominio della regina e L'ombra della profezia. A Dance with Dragons (lett. "Una danza con i draghi") è stato diviso in tre volumi come I guerrieri del ghiaccio, I fuochi di Valyria e La danza dei draghi.
In un secondo momento la Mondadori ha ripubblicato i romanzi riunendoli in volumi unici come nel formato originale. La prima di queste edizioni, all'interno della collana Urania - Le grandi saghe fantasy, è stata pubblicata dal 2007 e presenta una traduzione grossomodo letterale dei titoli inglesi; la pubblicazione è finita nel 2010 con il quarto e, all'epoca, ultimo romanzo. A causa della sua eccessiva lunghezza Tempesta di spade (A Storm of Swords) è stato diviso anche in questa edizione, ma in sole due parti uscite a distanza di pochi mesi. Dal 2011 è stata distribuita l'edizione tascabile Oscar grandi best seller, che ha sfruttato l'uscita della serie tv riecheggiandola nel titolo e nelle copertine, adattando al 2015 tutti e cinque i romanzi in volumi singoli. L'edizione deluxe è uscita nel 2012 e copre, al 2015, tutti i romanzi, intitolati Il trono di spade volume 1, 2, 3, 4 e 5.
La traduzione è stata affidata a Sergio Altieri, il quale, nel lavoro sul quarto libro originale, è stato affiancato da Michela Benuzzi. La traduzione è stata criticata per alcune scelte di adattamento, come l'aggiunta o la rimozione di periodi o parole e la traduzione dei nomi di gran parte delle località mentre alcune sono state lasciate in originale. Sono presenti inoltre alcuni errori che minano la comprensione dei libri, come personaggi lasciati volutamente ambigui nell'edizione originale che sono stati identificati nella traduzione italiana e familiari scambiati. Tra le scelte più contestate quella di far diventare il palco del cervo, che ha ucciso la madre dei meta-lupi nella scena di apertura del primo libro, il rostro di un unicorno, perdendo l'allusione al fatto che la casa Baratheon (il cui simbolo è il cervo) porterà sventura alla casa Stark (il cui simbolo è il meta-lupo). Molto discussa anche la traduzione di Hand of the King, che diventa Primo Cavaliere in italiano, perdendo i riferimenti a una serie di battute che coinvolgono il suo ruolo da "mano del re" e rendendo difficile capire perché la sua spilla distintiva è in foggia di una mano. La Mondadori ha revisionato alcuni errori (come quello dell'unicorno) mano mano che venivano segnalati, per cui le ultime ristampe sono state parzialmente corrette.

## Temi
Le Cronache del ghiaccio e del fuoco è strutturata in modo tale da apparire come una storia politica piuttosto che di eroismo, dove la lotta per il potere è il risultato del sistema feudale e non di una contrapposizione netta tra bene e male. Martin non desidera solamente riflettere le frizioni tra le differenti classi sociali medievali, ma anche esplorare le conseguenze delle decisioni dei regnanti, convinto che la bontà non renda automaticamente dei capi competenti e viceversa. Egli evita deliberatamente la semplificazione bene-male tipica del fantasy tradizionale, troppo distante dalla realtà, e si impegna affinché i suoi personaggi non siano totalmente bianchi o neri ma di diverse sfumature di grigio. I suoi personaggi sono continuamente posti di fronte a scelte difficili tra valori come l'amore, la compassione, l'onore e il dovere e non sempre chi fa le scelte più nobili ne esce indenne, ma ne paga con la vita. Tramite alcuni personaggi Martin esplora i temi della redenzione e della capacità di rimettersi in discussione e di cambiare. La struttura stessa del romanzo fa inoltre sì che anche i cattivi dichiarati abbiano la possibilità di presentare il loro punto di vista e di giustificare i loro comportamenti, così che il lettore è lasciato libero di decidere per sé chi siano i buoni e chi i cattivi in base alle conseguenze delle loro azioni.
Martin sente la necessità di trascrivere nel suo universo immaginario la realtà del mondo che lo circonda, dove anche persone care possono morire in maniera atroce. La violenza, così come la morte o la mutilazione di alcuni dei personaggi principali, servono ad accrescere il senso di realismo, trovando particolarmente frustrante che i personaggi principali di molti romanzi fantasy attraversino la storia senza essere mai neanche feriti. Inoltre la morte di creature soprannaturali o fantastiche non ha un particolare impatto sui lettori, al contrario del decesso di una persona cara. Prendendo ad esempio l'episodio delle "nozze rosse", particolarmente doloroso per molti lettori, Martin ha spiegato che la scena «è stata dolorosa da scrivere e dovrà quindi essere dolorosa da leggere, è una scena che dovrà lacerarvi il cuore e riempirvi di terrore e di dolore». La guerra è presentata nei suoi aspetti più macabri e i romanzi riflettono i tassi di mortalità effettivamente documentati in conflitti medievali.
Sebbene l'aspetto sessuale sia spesso trascurato o presentato in modo naif nel fantasy, Martin ritiene la sessualità una forza motrice importante nella vita umana che non dovrebbe essere esclusa dalla narrazione. L'assenza del concetto di adolescenza nel medioevo gli è servito da modello per presentare l'attività sessuale di personaggi molto giovani (a partire dai tredici anni). I romanzi alludono anche all'incesto all'interno di certe casate nobiliari, tale a come era praticato in alcune dinastie dell'antico Egitto o in certe nobili famiglie europee per preservare la "purezza" della loro linea. Martin si sforza di rendere i personaggi femminili credibili quanto quelli maschili e, senza schierarsi a favore o contro il femminismo, si dichiara soddisfatto del numero delle sue lettrici e del fatto che apprezzino almeno alcuni dei personaggi femminili che ha creato.

## Stile

### Genere e influenze

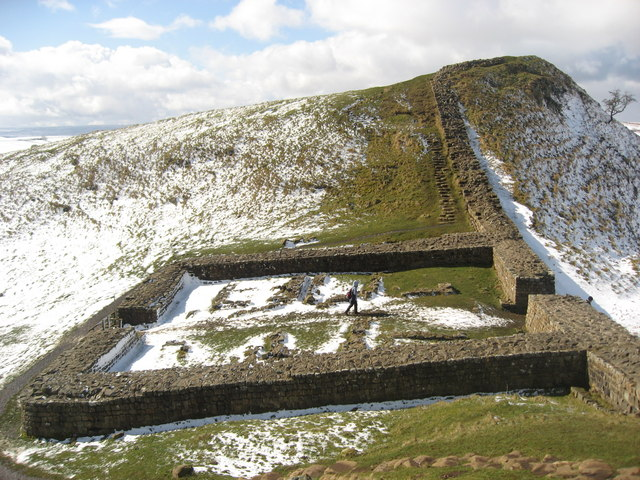
Il vallo di Adriano ha ispirato Martin nella creazione di un muro ghiacciato a protezione dei Sette Regni dalle invasioni da nord.

Martin ha classificato la propria saga come "epic fantasy". Tra gli autori che hanno maggiormente influenzato la sua scrittura cita J. R. R. Tolkien e Tad Williams. Egli ha inoltre dichiarato a più riprese che I re maledetti di Maurice Druon ha costituito una delle fonti di ispirazione principali per Il gioco del trono (A Game of Thrones). Prima di iniziare la sua opera, Martin osservò che molti autori fantasy che si ispiravano a Tolkien scrivevano di un "medioevo in stile Disneyland", senza cogliere la reale brutalità di quell'epoca storica. Il romanzo storico, al contrario, gli appariva molto più realistico e sfumato e ne apprezzava le possibilità drammatiche date dal contrasto tra concetti come la cavalleria e gli orrori della guerra, o gli immensi castelli che si elevano al di sopra di misere baracche. Tuttavia il punto debole di un romanzo storico sarebbe stato che i lettori più attenti avrebbero conosciuto in anticipo l'esito della vicenda, mentre un mondo e dei personaggi inventati avrebbero potuto attirare più simpatia e accrescere la suspense. Martin ha quindi combinato il realismo del romanzo storico con il lato soprannaturale del fantasy, riducendo al contempo l'importanza della magia a favore delle battaglie e degli intrighi politici. Decise inoltre di evitare la convenzionale dicotomia bene-male tipica del genere, citando la battaglia tra Achille ed Ettore nell'Iliade, dove nessuno dei due emerge come eroe o cattivo, come un esempio di quello che desidera raggiungere con la sua opera.
Westeros, il continente nel quale si svolge la maggior parte della storia, ricorda essenzialmente l'Inghilterra del medioevo, mentre il continente distrutto di Valyria si avvicina all'Impero romano, tramontato durante le invasioni barbariche. Martin è sempre stato attirato infatti dalla storia delle civiltà e degli imperi scomparsi. Martin si è ampiamente documentato sulla storia, l'abbigliamento, l'alimentazione e i tornei medievali per dare delle basi di realismo ai suoi libri e si è costruito negli anni una biblioteca personale sull'argomento. Eventi storici come la guerra dei cent'anni, le crociate, la crociata albigese e soprattutto la guerra delle due rose gli sono servite da fonte di ispirazione.
La colossale parete di ghiaccio che protegge la frontiera settentrionale di Westeros è ispirata direttamente dal vallo di Adriano, visitato da Martin, anche se le dimensioni e la lunghezza del muro sono state aumentate per rispondere alle esigenze di un racconto fantasy. Le "nozze di sangue" derivano da un episodio della storia scozzese chiamato Black Dinner (1440), in seguito al quale il giovane capo del clan Douglas venne giustiziato.
A Martin è ampiamente dato credito di aver allargato il genere fantasy a dei contenuti più adulti. Diversi scrittori fantasy, come Joe Abercrombie, hanno riconosciuto l'influenza che ha avuto sul loro stile la lettura delle Cronache e Martin stesso ha ammesso che il genere è divenuto più aspro da quando, autori come Daniel Abraham, Scott Lynch e lo stesso Abercrombie, si sono spinti più in là di lui a livello di maturità dei temi trattati.
(Joe Abercrombie nel 2008)

### Struttura narrativa
I libri sono divisi in capitoli, ognuno dei quali narrato in terza persona attraverso il punto di vista di un singolo personaggio, un approccio che Martin ha ripreso dai suoi anni da studente di giornalismo. Queste figure (chiamate personaggi POV, acronimo di Point Of View) passano da essere nove, in Il gioco del trono (A Game of Thrones), a 31 in A Dance with Dragons; tra di essi vi sono anche personaggi POV di un solo capitolo e dalla vita breve, che vengono solitamente confinati ai prologhi o agli epiloghi. Al lettore viene così proposta una visione della storia presentata da molteplici punti di vista, che possono essere in contrasto tra loro e avere i propri ritmi; in questo modo uno stesso personaggio può apparire un eroe o un cattivo in base al punto di vista che lo ritrae.
Martin inizia ciascun nuovo romanzo della saga inquadrando a grandi linee i capitoli e i personaggi POV e spesso si trova più facilità a scrivere una serie di capitoli dal punto di vista di un solo personaggio invece di rispettare l'ordine cronologico. I capitoli sono poi riarrangiati per ottimizzare i collegamenti tra i personaggi, la cronologia e la suspense. Influenzato dalla sua formazione da sceneggiatore, termina spesso i suoi capitoli con un momento di tensione o una rivelazione, ricorrendo regolarmente alla tecnica del cliffhanger, mentre eventi che ha previsto fin dall'inizio vengono vagamente presagiti e preannunciati. A detta dell'autore, una parte significativa dell'intrigo della storia è collocato nel passato, con ogni nuovo volume che ne rivela qualche informazione in più. I diversi personaggi POV possono chiarire un evento del passato o fornirne delle prospettive differenti in base ai loro ricordi soggettivi, rendendo difficile per il lettore distinguere la verità dalla menzogna.
In linea generale, il realismo dei suoi personaggi, la ricchezza dell'universo che ha creato, il suo senso della narrazione e la capacità di creare degli sviluppi imprevisti sono considerati i punti forti dell'opera di Martin, mentre i punti deboli sono identificati con un'eccessiva semplicità nella prosa e una ripetizione di certi termini ed espressioni.

## Accoglienza

### Vendite

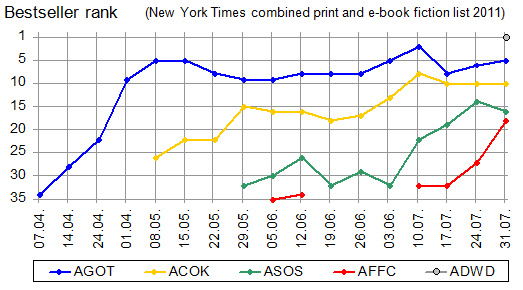
L'andamento delle vendite delle Cronache del ghiaccio e del fuoco nella New York Times Best Sellers list nel 2011 tra l'inizio della messa in onda della serie televisiva Il Trono di Spade e l'uscita di A Dance with Dragons, dimostra come l'uscita della serie TV ha incrementato il successo commerciale della serie.

I dati delle vendite totali delle Cronache del ghiaccio e del fuoco non sono univoci. Il New Yorker ha scritto nell'aprile 2011 (prima della pubblicazione di A Dance with Dragons) che erano stati venduti nel mondo più di 15 milioni di volumi della saga, una cifra ripresa anche da The Globe and Mail nel luglio 2011. Reuters ha riportato nel settembre 2013 che, considerando le edizioni cartacee, e-book e gli audiolibri, i romanzi avevano venduto più di 24 milioni di copie in Nord America. Il Wall Street Journal ha riportato sei milioni di copie vendute in Nord America fino a maggio 2011, invece USA Today si assesta su 8,5 milioni di copie cartacee e digitali al giugno 2011 e più di 12 milioni al dicembre 2011. La saga è stata tradotta in più di 20 lingue, con il quinto libro che ha ricevuto più di 40 adattamenti diversi.
Gli editori si aspettavano che Il gioco del trono (A Game of Thrones) sarebbe rapidamente diventato un best seller, ma il primo volume della serie non raggiunse neanche le ultime posizioni delle classifiche. Tuttavia il romanzo raccolse gradualmente l'interesse dei lettori e la sua popolarità crebbe tramite il passaparola. Il successo commerciale arrivò con i volumi successivi, con Lo scontro dei re (A Clash of Kings) e Tempesta di spade (A Storm of Swords) che entrarono nella New York Times Best Seller list nel 1999 e nel 2000, debuttando al 13º e al 12º posto rispettivamente. Il banchetto dei corvi (A Feast for Crows) scalò le classifiche fino al primo posto al momento della sua pubblicazione nel 2005, che, per un romanzo fantasy, significava che la saga stava attirando anche il pubblico mainstream. L'edizione tascabile de Il gioco del trono (A Game of Thrones) raggiunse la 34ª ristampa nel 2010, superando così il milione di copie vendute. La diffusione della serie televisiva rilanciò le vendite dei primi quattro tomi, con crescite a tre cifre nelle percentuali di vendita rispetto all'anno precedente. La Bantam Books fece stampare 4,5 milioni di copie della saga a inizio 2011 e i quattro volumi riapparvero nella classifica dei 20 migliori best seller dell'anno.
A Dance with Dragons ha debuttato al primo posto della New York Times Best Sellers list e ha stabilito il record di vendite del 2011 con 170 000 copie rilegate, 110 000 e-book e 18 000 audiolibri venduti nel primo giorno. Tutti e cinque i libri sono stati inseriti all'interno dei 100 best seller del 2011 e 2012 negli Stati Uniti.

### Critica
La maggior parte della critica specializzata conviene che le Cronache del ghiaccio e del fuoco è l'opera più importante di Martin, così come uno dei migliori cicli fantasy mai scritti. I commenti dei grandi quotidiani e settimanali statunitensi sono stati generalmente eccellenti e Martin è stato soprannominato a più riprese dalla stampa il "Tolkien americano", mentre il New York Times si è spinto a dire che l'allievo avrebbe ormai superato il maestro. Il successo commerciale e di critica è stato sottolineato come un fatto raro in un genere letterario spesso denigrato e ancora più sorprendente se si considera che la serie ha fatto il suo debutto sulla scena fantasy senza un'estesa campagna pubblicitaria.
In seguito all'uscita di A Dance with Dragons, il Washington Post ha affermato che nessun romanzo fantasy era stato così atteso dai tempi dell'ultimo volume della serie di Harry Potter. Nel 2011 USA Today ha eletto Martin autore dell'anno e il periodico TIME lo ha inserito nell'elenco delle 100 persone più influenti del mondo. Il rallentamento della storia in Il banchetto dei corvi (A Feast for Crows) e, in misura minore, in A Dance with Dragons, così come l'assenza di una parte del cast principale in questi due volumi, hanno portato a qualche critica.

### Fandom
Il successo delle Cronache del ghiaccio e del fuoco ha generato un vasto fandom. Westeros.org, il primo sito web dedicato alla saga e quello più consultato, con più di 13 milioni di pagine viste e circa 17 000 utenti registrati al 2011, è nato nel 1999 per volere di Elio García e della sua ragazza; il loro impegno con l'opera di Martin ha raggiunto col tempo un livello semi-professionale. Un fan club non ufficiale chiamato "Brotherhood without Banners" è stato fondato nel 2001 in occasione della World Science Fiction Convention di Filadelfia. Martin è stato invitato a molte delle loro riunioni e conta ormai i fondatori del club e alcuni dei membri di più lunga data tra i suoi amici personali. Due blog "Inn at the Crossroads" e "Cooking Ice and Fire" si dedicano interamente a creare ricette per i numerosi piatti descritti nei romanzi e i due responsabili hanno siglato nel 2011 un accordo con la Random House per la pubblicazione di un libro di ricette intitolato A Feast of Ice and Fire.
Mentre Martin assicura che i suoi ammiratori sono per la maggior parte "fantastici" ed è felice di incontrarli o di interagire con loro, alcuni di loro gli si sono rivoltati contro a causa dei sei anni di tempo impiegati per la pubblicazione di A Dance with Dragons. Un movimento di fan delusi fondato nel 2009 e autodefinitosi GRRuMblers ha esternato il suo malcontento in una serie di siti come "Finish the Book, George" e "Is Winter Coming?". Esasperato da quest'ondata di malcontento, Martin ha pubblicato una lettera aperta ai suoi detrattori in cui ha fatto il punto sulle sue attività esterne alla saga, affermando che è suo diritto continuare ad avere progetti alternativi e che il suo unico obbligo verso i lettori è di dare loro una "buona storia". Il New York Times ha notato che non è raro per Martin essere attaccato anche in incontri pubblici, cosa che il New Yorker ha definito «un'incredibile profusione di sforzi per condannare l'autore dei libri che uno professa di amare. Pochi autori contemporanei possono vantarsi di aver ispirato una passione simile».
(George R. R. Martin sul suo blog nel 2009)

## Premi e riconoscimenti
- Il gioco del trono (A Game of Thrones) (1996) – vincitore premio Locus[93], candidatura premio World Fantasy[94] e premio Nebula[95], 1997
- Lo scontro dei re (A Clash of Kings) (1998) – vincitore premio Locus[93], candidatura premio Nebula[95], 1999
- Tempesta di spade (A Storm of Swords) (2000) – vincitore premio Locus[93], candidatura premio Hugo[96] e premio Nebula[97], 2001
- Il banchetto dei corvi (A Feast for Crows) (2005) – candidatura premio Hugo[98], premio Locus[93] e British Fantasy Award[99], 2006
- A Dance with Dragons (2011) – vincitore premio Locus[100], candidatura premio Hugo[101] e premio World Fantasy[102], 2012

## Adattamenti e opere derivate

### Pubblicazioni
Alcuni estratti dei romanzi della saga sono stati raccolti in tre racconti, pubblicati tra il 1996 e il 2003 sulle riviste Asimov's Science Fiction e Dragon:
- Sangue di drago (Blood of the Dragon, luglio 1996)[103], consiste in un estratto dei capitoli che coinvolgono Daenerys Targaryen ne Il gioco del trono (A Game of Thrones). Ha vinto nel 1997 il premio Hugo per il miglior romanzo breve[104]. È stato pubblicato in italiano nel novembre 1999 nella raccolta I premi Hugo 1995-1998[105].
- Path of the Dragon (dicembre 2000)[106], consiste in un estratto dei capitoli che coinvolgono Daenerys Targaryen in Tempesta di spade (A Storm of Swords).
- Arms of the Kraken (marzo 2003)[107], consiste in un estratto dei capitoli ambientati sulle Isole di Ferro in A Feast For Crows.

Martin ha composto anche tre racconti ambientati novant'anni prima degli eventi dei romanzi. Sono conosciuti con il nome di Tales of Dunk and Egg, dal nome dei due protagonisti: il cavaliere errante Ser Duncan e il suo giovane scudiero "Egg", il futuro re Aegon V Targaryen. Le storie si svolgono nello stesso universo narrativo delle Cronache ma non hanno collegamenti diretti con la storia principale, anche se entrambi i personaggi vengono nominati in Tempesta di spade (A Storm of Swords) e Il banchetto dei corvi (A Feast For Crows). I primi due racconti, The Hedge Knight e The Sworn Sword, sono stati pubblicati rispettivamente nelle antologie Legends (1998) e Legends II (2003) e adattati in due fumetti, i quali sono stati tradotti anche in italiano. Il terzo racconto, intitolato The Mystery Knight, è uscito nel 2010 nell'antologia Warriors. Martin intende continuare la serie con altri capitoli, ma il suo impegno sulla saga principale non gli permette di fare previsioni certe per quanto riguarda il numero di volumi o le date di uscita. Una ristampa in volume unico e illustrato dei tre racconti è avvenuta il 6 ottobre 2015 con il titolo A Knight of the Seven Kingdoms. Il corrispondente di questa edizione è stato tradotto in italiano con il titolo Il cavaliere dei Sette Regni e pubblicato l'8 aprile 2014 dalla Mondadori.
Un settimo racconto, The Princess and the Queen, è apparso nell'antologia Dangerous Women nel 2013: ambientato circa ottant'anni prima dell'inizio degli avvenimenti della serie di Dunk ed Egg, racconta lo svolgersi della "Danza dei draghi", guerra civile che portò all'estinzione dei draghi Targaryen. Un ulteriore racconto, The Rogue Prince è stato pubblicato nel 2014 nell'antologia Rogues come prequel agli eventi di The Princess and the Queen. The Sons of the Dragon, un racconto che narra i fatti legati ai due figli di Aegon I, Aenys I e Maegor I, è stato pubblicato nell'antologia The Book of Swords nel 2017. Questi tre racconti sono stati in seguito inseriti nel libro Fuoco e sangue (Fire & Blood), che narra sotto forma di storiografia fittizia i fatti di Casa Targaryen da Aegon I alla reggenza di Aegon III.

### Serie televisive

#### Il Trono di Spade
Con l'aumento della popolarità della Cronache, l'emittente statunitense HBO ha acquistato nel 2007 i diritti della saga con l'intento di adattarla in una serie televisiva. Un episodio pilota è prodotto da David Benioff e D.B. Weiss nel 2009, con il coinvolgimento di attori famosi come Sean Bean e Lena Headey, e a marzo 2010 vengono confermate altre nove puntate. La serie, intitolata Il Trono di Spade (Game of Thrones) è stata trasmessa a partire dal 17 aprile 2011. L'immediato successo ha spinto la HBO a commissionarne una seconda stagione, trattante gli eventi de Lo scontro dei re (A Clash of Kings) e trasmessa dal 1º aprile 2012. Nello stesso mese l'emittente ha annunciato l'uscita per l'anno successivo di una terza stagione. A causa della lunghezza del romanzo, la terza stagione copre solo la prima parte di Tempesta di spade (A Storm of Swords), mentre la seconda, insieme a parti de Il banchetto dei corvi (A Feast for Crows) e A Dance With Dragons, viene trattata nella quarta stagione, trasmessa dal 6 aprile 2014. Due giorni dopo l'uscita della quarta stagione, la HBO ha rinnovato la serie per una quinta e una sesta stagione.
La prima trasmissione in italiano è avvenuta sulla piattaforma a pagamento Sky, mentre la prima visione in chiaro è stata affidata a Rai 4.

#### House of the Dragon
Il 21 agosto 2022 ha debuttato la serie prequel House of the Dragon, basata sul romanzo di Martin Fuoco e sangue.

### Giochi e videogiochi
Le Cronache del ghiaccio e del fuoco è stato adattato in un gioco di carte collezionabili, Il trono di spade, pubblicato nel 2002 da Fantasy Flight Games e non più in produzione. Dal 2015 viene distribuita la seconda edizione del gioco in formato LCG, Il Trono di Spade: Il gioco di carte - seconda edizione, versione aggiornata e migliorata, inoltre lo stesso editore ha pubblicato nel 2003 il gioco da tavolo Il Trono di Spade, con una riedizione nel 2011. Un primo gioco di ruolo, A Game of Thrones, è stato pubblicato nel 2005 dalla Guardians of Order. Nel 2009 la Green Ronin fa uscire un nuovo gioco di ruolo intitolato A Song of Ice and Fire Roleplaying. Il wargame tridimensionale Battles of Westeros è pubblicato nel 2010.
Nel 2011 è stato pubblicato A Game of Thrones - Genesis, un videogioco strategico in tempo reale in cui l'azione si svolge un migliaio di anni prima degli eventi dei romanzi. Sviluppato da Cyanide Studio, il gioco ha ricevuto critiche perlopiù negative. Sempre la Cyanide Studio ha pubblicato nel 2012 un videogioco di ruolo intitolato Game of Thrones e ambientato durante gli eventi della saga.
Il 12 luglio 2012 è stato diffuso il trailer di un MMORPG intitolato Game of Thrones: Seven Kingdoms, la cui data di uscita non è ancora stata confermata. Inoltre Disruptor Beam ha annunciato di essere al lavoro su un videogioco per social network che permetterà ai giocatori di vestire i panni di un nobile e di agire all'interno dell'ambientazione della serie per portare lustro alla propria casata.
Il 2 dicembre 2014 è stato pubblicato il primo di sei episodi dell'avventura grafica Game of Thrones, sviluppata da Telltale Games, che permette ai giocatori di calarsi nei panni di un membro della Casa Forrester e di plasmarne le fortune dopo che la famiglia si ritrova tra i perdenti della Guerra dei Cinque Re.

### Altro
Tra gli altri prodotti derivati vi sono due databook. Il mondo del ghiaccio e del fuoco è una guida sull'universo delle Cronache scritta da Elio García e Linda Antonsson in collaborazione con Martin; il volume, riccamente illustrato da oltre 170 tavole a colori è stato pubblicato in inglese e in italiano il 28 ottobre 2014. The Lands of Ice and Fire comprende un set di dodici mappe riguardanti i luoghi in cui si svolgono i romanzi, disegnate da Jonathan Roberts e da Martin stesso.
Il fumetto A Game of Thrones, scritto da Daniel Abraham e illustrato da Tommy Patterson, è un adattamento del primo romanzo della serie. È stato pubblicato nel 2011 dalla Dynamite Entertainment e riproposto sotto forma di graphic novel dalla Bantam Books.